# Nori Andreini Galli
Nori Andreini Galli (Montecatini Terme, 1927 – Montecatini Terme, 12 settembre 2014) è stata una poetessa, scrittrice e saggista italiana.

## Biografia
Grande personaggio della cultura della Val di Nievole è stata definita la signora della cultura di Montecatini Terme. Ha intrattenuto importanti rapporti di amicizia e collaborazione con letterati quali Piero Bargellini e Geno Pampaloni, la prefazione del primo è ne La Grande Valdinievole edito da Vallecchi nel 1970 e la prefazione del secondo è nel libro Ville Pistoiesi edito dalla Cassa di Risparmio di Pistoia e Pescia nel 1989. Ha recensito alcuni artisti attivi nel territorio della Val di Nievole, tra i quali Adolfo Grassi, Jorio Vivarelli e Maurilio Colombini nella monografia Segno e vita - Maurilio Colombini edizioni d'arte Michelangelo 1989.

## Pubblicazioni
- La grande Valdinievole. Dieci Itinerari D'arte e Turismo Vallecchi 1970
- Invito a Montecatini Pacini Fazzi Editore 1973
- Adolfo Grassi. Pittura e Grafica Edizioni Ghelfi 1970
- Al caffè dello Svizzero edito da Guanda 1970
- Puccini e la sua terra edizioni Pacini Fazzi 1974
- Jorio Vivarelli Scultore Pacini Fazzi Editore 1974
- Altopascio, il segno del Tau. Edizioni Vallecchi 15 gen 1976
- Viareggio. Il carnevale: un'altra vita. Edizioni Vallecchi 1978
- Le tamerici. Racconti e leggende di Valdinievole edizioni Pacini Fazzi, 1979
- Montecatini del Passato Prossimo. Editore Baglioni & Berner e Associati, 1980
- Cassa di Risparmio di Pistoia e Pescia (a cura di), Ville pistoiesi, Lucca, Pacini Fazzi Editore, 1989, OCLC 231308548, SBN UFI0029719.
- Segno e vita. Maurilio Colombini edizioni d'arte Michelangelo 1998
- Palazzi pistoiesi edizioni Pacini Fazzi, 1991
- Puccini e la sua Terra del 1992 con presentazione di Mario Tobino